# Le Directeur de nuit
Le Directeur de nuit (en anglais The Night Manager) est un roman d'espionnage britannique de John le Carré, paru en 1993.

## Résumé
Jonathan Pine, ancien soldat de l'armée britannique, est directeur de nuit au Meister Palace de Zurich. L'un des clients de l'hôtel, Richard Roper, trafiquant d'armes international, vient à l'hôtel et c'est l'occasion pour Jonathan de se venger de la mort de Sophie, ancienne maitresse de cet homme et dont Jonathan était amoureux. Il est alors contacté par une nouvelle agence de renseignement britannique dirigée par Léonard Burr qui organise son infiltration. Pour cela, il passera par la Cornouaille, le Québec avant d'arriver aux Bahamas pour constituer sa couverture et se rapprocher de Roper et de sa compagne Jed.

## Adaptation à la télévision
- 2016 : The Night Manager, mini-série américano-britannique de 6 épisodes réalisée par la cinéaste danoise Susanne Bier et diffusée du 21 février 2016 au 27 mars 2016 sur BBC One. Le 10 janvier 2015, BBC One et AMC annoncent la mise en chantier de la mini-série. La distribution est composée de Tom Hiddleston (Pine), Hugh Laurie (Roper), Olivia Colman (Burr), Tom Hollander (Corkoran), et Elizabeth Debicki (Jed)[1].